# Virginie Guyot

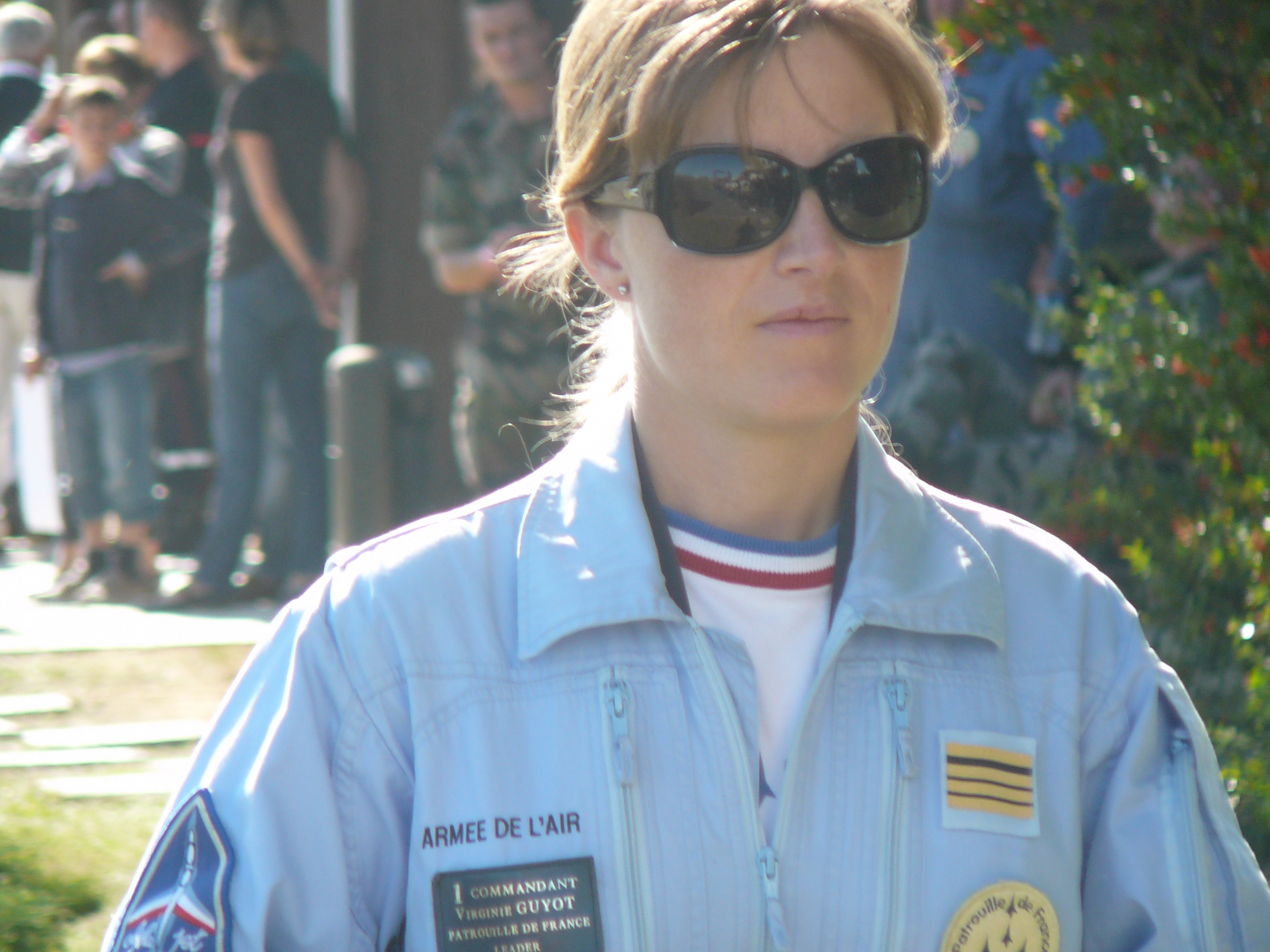
Virginie Guyot, 2010 als Kommandantin der Patrouille de France

Virginie Guyot (* 30. Dezember 1976 in Angers) ist eine französische Jagdfliegerin mit dem Dienstgrad eines Oberstleutnants der Französischen Luftstreitkräfte. Sie war in der Saison 2009/2010 Kommandantin der Patrouille de France und als solche weltweit die erste Frau, die das Kommando einer Kunstflugstaffel hatte.

## Karriere
Nach dem Baccalauréat und der Classe préparatoire an der Prytanée national militaire, einer höheren militärischen Bildungsanstalt, trat Guyot 1997 in die École de l’air ein, der französischen Offizierschule der Luftwaffe. Nach ihrer Beförderung begann sie mit der Kampfpilotenausbildung der Luftwaffe in Tours.
2002 wurde Guyot Kampfpilotin, drei Jahre nach Caroline Aigle, der ersten französischen Kampfpilotin in den Französischen Luftstreitkräften. Guyot wurde der Escadron de reconnaissance 2/33 Savoie zugeteilt und flog die Dassault Mirage F1.
In ihrer Einheit flog sie insgesamt 76 Einsätze in Kriegs- und Krisengebieten wie Tschad, Tadschikistan und Afghanistan. 2007 wurde sie Staffelführerin und 2009 zum Major befördert.
2008 trat Virginie Guyot als erste Frau der Patrouille de France bei, einem der Top-Teams unter den Kunstflugstaffeln, wo sie als erste Frau zum Stellvertretenden, danach am 25. November 2009 zum Kommandanten berufen wurde. Ihre Ernennung führte zu einer lebhaften Debatte in Frankreich. Sie selber distanzierte sich davon, ein Symbol für die Frauenbewegung zu sein. Sie bevorzugt die Erklärung, dass sie „ihren Job mache“ und „ein wenig Glück“ hatte.
Nach einem Jahr als Kommandantin der Patrouille de France (niemand hat länger als ein Jahr das Kommando) absolvierte sie die Ausbildung zum Generalstabsoffizier.
Im Sommer 2015 trat sie vom aktiven Dienst in der Armée de l'Air zurück. Seither hält sie Vorträge über ihre Erfahrungen. Am 25. Juni 2015 wurde sie zum Ritter der Ehrenlegion ernannt. Sie ist verheiratet und hat drei Kinder.